# Sylvano Bussotti
Sylvano Bussotti (Florencia, 1 de octubre de 1931-Milán, 19 de septiembre de 2021) fue un artista italiano, especialmente conocido como compositor, aunque también practicó la pintura, la poesía, la novela, la dirección teatral y cinematográfica, el canto o la escenografía. Fue miembro de la Academia Nacional de Santa Cecilia.

## Infancia y juventud
Nació en el seno de una familia de artistas, su tío Tono Zancanaro y su hermano Renzo son artistas figurativos. De muy joven comenzó a estudiar violín. Se matriculó en un curso de composición musical en el Conservatorio Luigi Cherubini de Florencia, donde recibió clases de Roberto Lupi y de Luigi Dallapiccola. La Segunda Guerra Mundial le obligó a abandonar los estudios. A partir de entonces, completó su formación de manera autodidacta, hasta que en 1956 se convirtió en alumno de Max Deutsch en París. En la capital francesa coincidió con Pierre Boulez, quien (junto al musicólogo Heinz-Klaus Metzger) le invitó a seguir los Cursos de verano de Darmstadt.

## Primeros estrenos

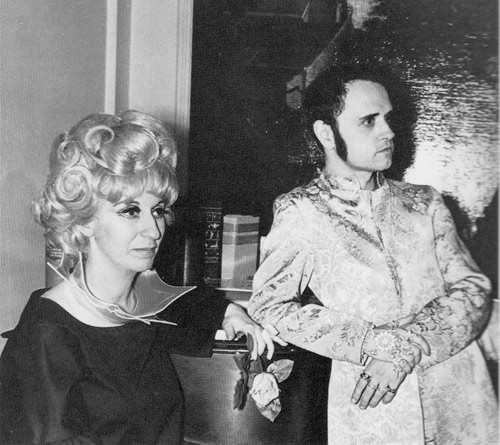
Cathy Berberian y Sylvano Bussotti

En 1958 se interpretó por primera vez la música de Bussotti en público. Fue en Alemania, gracias al pianista norteamericano David Tudor, amigo e intérprete de las obras de John Cage. Inmediatamente después, Cathy Berberian y Pierre Boulez presentaron obras de Bussotti en Francia.
En 1964 se estableció en Estados Unidos, donde residió dos años por una invitación de la Fundación Rockefeller. En 1972 residió durante un año en Berlín.
Junto a otros músicos florentinos como Giuseppe Chiari, Giancarlo Cardini, Daniele Lombardi, Albert Mayr, Pietro Grossi, Marcello Aitiani o Sergio Maltagliati, Bussotti encabezó un grupo de artistas multidisciplinares que defendían la experimentación y la interrelación entre las distintas artes.

## Estilo musical
Bussotti se alejó de los principios musicales dominantes en Darmstadt a finales de la década de 1950 para acercarse a la música y la filosofía compositiva de John Cage (a quien conoció, precisamente, en los cursos de verano de esta ciudad alemana). Adoptó, pues, un lenguaje muy libre, cercano a la idea del azar y la indeterminación, compatible con la influencia de sus compositores tardorrománticos y expresionistas favoritos, como Gustav Mahler, Giacomo Puccini o Alban Berg. 
El erotismo (especialmente el homoerotismo) fue también uno de los caracteres más sobresalientes de buena parte de la producción musical de Bussotti, concebida a menudo como una exaltación del eros.

## Ediciones musicales
Las partituras de Bussotti se han publicado en las editoriales Universal, Moeck, Bob, Rai Trade y, especialmente, Ricordi, su editor principal a partir de finales de la década de 1950.

## Otras actividades artísticas
Además de su labor como compositor, Bussotti siempre ha cultivado con éxito otras disciplinas artísticas, en las que ha obtenido gran reconocimiento. Así, su faceta como pintor mereció una exposición en el Museo de Orsay de París. También ha destacado como figurinista y escenografo: ha colaborado en montajes de los más importantes teatros y festivales de Europa, como el Maggio Musicale Fiorentino, el Teatro Regio de Turín, la Fenice de Venecia, la Arena de Verona, el Teatro del Liceo de Barcelona, el Teatro de la Zarzuela de Madrid o el Teatro alla Scala de Milán. Además, ha publicado poesía (Letterati ignoranti), el ensayo I miei Teatri, una miscelánea de escritos bajo el título Disordine alfabetico y el libro ilustrado  Moda e Musica.
También ha desempeñado importantes cargos como organizador o programador musical: ha sido, por ejemplo, director artístico del Festival Pucciniano de Torre del Lago, del Teatro La Fenice de Venecia y de la sección de música de la Bienal de Venecia.

## Premios
Por su labor como compositor, ha recibido en 1961, 1963 y 1965 el Premio SIMC (Società Internazionale di Musica Contemporanea). En 1967 obtuvo el Premio all'Amelia de la Bienal de Venecia. En 1979 ganó el Premio de la Crítica Janni Psacaropulo de Turín.
Entre otros reconocimientos, ha sido nombrado ciudadano honorífico de Ruan y Palermo. También es Commandeur de l'Ordre des Arts et des Lettres de Francia y académico de las Academias Filarmónica Romana y Nacional de Santa Cecilia.

## Catálogo de obras
| Año          | Obra | Tipo de obra                           | Duración      |
| 1937         | Le rondini, per violino solo | Violín solista                         |               |
| 1937         | Canzona di Bacco e Arianna, per 4 voci e pianoforte | Vocal, voces y piano                   |               |
| 1937/83      | Studia Sempre, per pianoforte e voce maschile (da «Due Ballabili»). Balleto | Escénica, ballet                       |               |
| 1937/83      | Due Ballabili, per pianoforte + voce oppure flauto | Solista, piano                         | 10:00         |
| 1937/84      | Nudino |                                        |               |
| 1937/84      | Nimpheo. Tredici trame 6, Scartafaccioper opera video e/o lettura da concerto | Escénica, música incidental            | 60:00         |
| 1946         | Bachiane. 6 pezzi per violino solo | Solista, violín                        |               |
| 1946         | Trio detto «Il Maggiorasco» in la minore per violino, violoncello e pianoforte | Instrumental, trío                     |               |
| 1946/47      | Variazioni Eroiche, per violino e pianoforte | Instrumental, dúo                      |               |
| 1946/47      | Le Fate. Brani surrealistici per pianoforte | Solista, piano                         |               |
| 1947         | Due liriche, per canto e pianoforte | Vocal, voces y piano                   |               |
| 1947         | Quattro frammenti greci, per flauto, violino, viola e pianoforte | Instrumental, Cuarteto                 |               |
| 1947         | ...o biancospumeggiante!.... Lirica, su testo di N. Tommaseo, dai Canti popolari greci per canto e pianoforte | Vocal, voces y piano                   |               |
| 1947/96      | Rappresentazione della vita |                                        |               |
| 1948         | Quattro paesaggi, dalle Liriche di G. Salerni per nove strumenti solisi | Instrumental, Conjunto                 |               |
| 1948         | Tre divertimenti sul nome BACH [1. Canone infinito 2. Scherzo 3. Corale e fuga], per trio a corda | Cámara, trío de cuerdas                |               |
| 1948         | Tre mascare in gloria |                                        |               |
| 1949         | Récitatif … Pierrot. Musique pour une dédicace per voce e arpa | Vocal                                  |               |
| 1949         | Manchette, per organo e due pianoforti | Instrumental, Trio                     |               |
| 1949         | Musica per un gesto, per tenore e pianoforte | Vocal, voces y piano                   |               |
| 1949         | Sonata III di Arcangelo Corelli, per violino e pianoforte | Instrumental, violín y piano           |               |
| 1949         | Due Notturni, per arpa, violino e voce femminile | Vocal, voces y conjunto instrumental   |               |
| 1949         | Arlechinbatoceria, musica per teatro da camera | Escénica, música teatral               |               |
| 1949         | La Follia, di Arcangelo Corelli. Trascrizione moderna per 5 archi solisti | Instrumental, Conjunto                 |               |
| 1949/50      | Prima, seconda, terza musica d'Amore, su testi francese, spagnolo e italiano per voce maschile e 11 strumenti | Vocal, voces y conjunto instrumental   |               |
| 1949/54/93   | La Satiresca, Tredici Trame n° 5, operina sciocca senza canto, come una pantomima in cinque balletti e due bis per violino alternando con la viola, percussioni, pianoforte e fagotto alternando con il controfagotto                                  | Escénica, música teatral               |               |
| 1949/97      | Improvviso di S. Rocco, per pianoforte da uno a piu esecutori a piacere | Solista, piano                         |               |
| 1949/97      | La cellula di Luigi, per clarinetto basso, tromba, violino e pianoforte a quattro mani | Instrumental, Cuarteto                 |               |
| 1949/98      | Questo Fauno.Tre Studi di balletto 3 la mannequin, per pianoforte | Solista, piano                         |               |
| 1950         | Quattro ricordi di Rilke [1. Frher Apollo - 2. Sonette an Orpheus I, 7 - 3. Eros. - 4. Verkundigung (Die Worte des Engeles)], per orchestra | Orquestal                              |               |
| 1950         | Prima cantata breve, su testo di Machado e dell'autore a due voci virili e sei strumenti | Vocal, cantata                         |               |
| 1950         | Musica per orchestra d'archi, arpa, pianoforte e batteria | Orquestal, orquesta de cámara          |               |
| 1950         | E ritorna la notte.... Adagio su una poesia di G. Trakl tradotta da L. Traverso per coro misto | Vocal, coral                           |               |
| 1950         | Corea 1950. 2 Studi per corno e pianoforte | Instrumental, dúo                      |               |
| 1950         | Canto della mia giovinezza, musica breve per baritono, corno e pianoforte | Vocal, voces y piano                   |               |
| 1950         | Quinta strofa di una lirica di Machado, per canto e pianoforte | Vocal, voces y piano                   |               |
| 1951/52      | Tre canti, su testo di A. Gide nella traduzione di R. Arienta per voce e pianoforte | Vocal, voces y piano                   |               |
| 1951/53      | Juvenilia I. danza di undici studi lontani. Un balletto wagneriano per tenore e pianoforte | Escénica, ballet                       | 20:00         |
| 1951/98      | INVENZIONE A CANZONETTA «Do di Concorso» per violino con accompagnamento di pianoforte | Instrumental, violín y piano           |               |
| 1952/2005    | Porno Schubert. Lieder abend, per Org. dieci disegni per voci e strumenti | Vocal                                  |               |
| 1953/2003/05 | Le couple de Milan', trois scènes [I. Leggero Leggero - II. L'adagio - III. Reverie] | Instrumental                           |               |
| 1953         | Autunno. Poema piccolo per quattro voci per coro misto a cappella | Vocal, voces a capela                  |               |
| 1953/57      | Trois pièces de valse pour le piano, … la recherche du bal perdu | Solista, piano                         |               |
| 1953/94      | Aussi Satie. Ballata del vecchio e del nuovo per flauto e pianoforte | Instrumental, Flauta y Piano           |               |
| 1954/57      | Nottetempo con lo scherzo e una rosa, su testi di F. De Pisis per voce e orchestra da camera | Vocal, voces y conjunto instrumental   |               |
| 1954/75      | Poesia di De Pisis, recitativo sopra un tema di Dallapiccola per soprano e 15 strumenti | Vocal, voces y conjunto instrumental   | 05:00         |
| 1954/2007    | Le Roman Musicologique, Tredici movimenti per grande orchestra sinfonica | Orquestal                              |               |
| 1957         | Lettura delle Grazie di Ugo Foscolo, per canto, cello, arpa e onde Martenot | Vocal, voces y conjunto instrumental   |               |
| 1957         | Pas de deux, per ondes Martenot e pianoforte | Instrumental, dúo                      |               |
| 1957         | Un poema del Tasso, per voce e pianoforte | Vocal, voces y piano                   | 03:00         |
| 1957         | Recital Majakovskij , musica di scena per lo spettacolo con Carmelo Bene | Escénica, música incidental            | registrazione |
| 1957         | Trois fragments d'André Chénier, per canto e pianoforte | Vocal, voces y piano                   |               |
| 1957         | Les petits plaisirs, per onde Martenot | Solista                                |               |
| 1957/71      | Musica per Amici, per pianoforte (e/o clavicembalo) | Instrumental, dúo                      | 07:00         |
| 1957/88      | Le Bagatelle da camera, per piccola orchestra | Orquestal                              | 15:00         |
| 1958         | Due voci, su un frammento poético di J. de La Fontaine, per soprano, ondes Martenot e orchestra | Orquestal, con instrumento concertante | 12:00         |
| 1958         | Et due voci, per soprano e orchestra (revisione 1985) | Vocal, voces y orquesta                | 12:00         |
| 1958/59      | Breve, per Ondes Martenot | Solista                                |               |
| 1958/60      | Pièces de chair II, per piano, baryton, une voix de femme, instruments | Vocal, voces y conjunto instrumental   |               |
| 1959         | Lettura di Braibanti, per voce sola | Vocal, voces a capela                  |               |
| 1959         | Couple, per flauto e pianoforte | Instrumental, flauta y piano           | 05:00         |
| 1959         | Sensitivo, per arco solo (da «Sette Fogli») | cámara                                 |               |
| 1959         | Sette Fogli, una collezione occulta [1. Couple - 2. Coeur - 3. per tre - 4. Lettura di Braibanti - 5. Mobile stabile - 6. Manifesto per Kalinowsky - 7.Sensitivo ]                                                                                     | Cámara                                 |               |
| 1959         | Manifesto per Kalinowsky, per orchestra da camera | Orquestal, orquesta de cámara          |               |
| 1959         | Mobile-stabile (N. 5 da Sette fogli, una collezione occulta), per chitarre pi— canto e pianoforte | Vocal, voces y conjunto instrumental   |               |
| 1959         | Coeur pour Batteur -- Positively Yes, para 1 percusionista | Solista, percusión                     |               |
| 1959         | Five Piano Pieces for David Tudor | Solista, piano                         |               |
| 1959         | Per tre, sul piano | Solista, piano                         |               |
| 1960         | Phrase a trois, per viola, violino e violoncello | Instrumental, trio                     |               |
| 1960         | Pearson piece, per baritono e pianoforte | Vocal, voces y piano                   |               |
| 1960/63      | Torso | Cámara                                 |               |
| 1961         | Pour Clavier, après Pièces de chair II, para piano | Solista, piano                         | 33:00         |
| 1961/63      | Mit einen gewissen sprtechenden ausdruck, per orchestra da camera | Orquestal, orquesta de cámara          |               |
| 1962         | Siciliano, per dodici voci maschili | Vocal, Coro a capela                   |               |
| 1962         | Fragmentations, ballet puor un joueur de harpes | Escénica, ballet                       |               |
| 1962         | Memoria, per voci e orchestra | Vocal, voces y orquesta                |               |
| 1962/65      | Tema-Variazioni ""géographie fran‡aise"", teatro musicale in 2 tempi, per un gruppo indeterminato di voci, musici e attori" | Escénica, música teatral               |               |
| 1963         | Il Nudo, quattro frammenti per soprano, pianoforte e quartetto d'archi | Vocal, voces y conjunto instrumental   |               |
| 1964         | Tableaux vivants, avant la Passion selon Sade, per due pianoforti | Solista, 2 Pianos                      |               |
| 1964/67      | Rara eco sierologico, 5 pezzi in uno, per violino o viola o violoncello o contrabbasso e anche chitarra | Solista                                |               |
| 1965         | Extraits de concer (da «La Passion selon Sade»), per voce e strumenti | Vocal, voces y orquesta                | 30:00         |
| 1965/66      | La Pasion selon Sade, mystère de chambre avec tableaux vivants précédé de «Solo», avec un couple «Rara» et suivi d'un autre «Phrase a trois» | Escénica, ópera                        | 75:00         |
| 1965/89      | Intégrale Sade. Extrais de concert n. 1 delle tredici trame per mezzo soprano, controtenore, tenore, baritono e basso e 15 stumenti | Escénica, ópera                        |               |
| 1966         | Il Rosa e il Nero , musica di scena per lo spettacolo di Carmelo bene (da Lewis) | Escénica, música incidental            |               |
| 1966         | Rara (dolce), per flauto dolce, pour jouer en couple avec un mime da La Passion selon Sade | Solista, Flauta                        |               |
| 1966         | Solo, per numerosi strumenti a tastiera e un solo esecutore da «La Passion selon Sade») | Instrumental, Conjunto                 |               |
| 1967         | Solo el misterio, per coro (con interventi di un attore, campane, fischietto e pianoforte) (da «Cinque Frammenti all'Italia») | Vocal, voces y conjunto instrumental   | 07:00         |
| 1967         | Marbre, per corde con spinetta obbligata | Instrumental, Conjunto                 | 09:30         |
| 1967         | Lutero, musica di scena per il dramma di John James Osborne | Escénica, música incidental            |               |
| 1967/68      | per ventiquattro voci adulte o bianche'''''. (Da «Frammenti all'Italia») | Vocal, coral                           |               |
| 1967/68      | rar'ancora, per sestetto vocale (da cycle «Frammenti all'Italia») | Vocal                                  | 12:00         |
| 1967/68      | Ancora odono i colli, per sestetto vocale misto (da «Cinque Frammenti all'Italia») | Vocal                                  | 10:00         |
| 1968         | Cinque Frammenti all'Italia, per voci a cappella | Vocal, Coro a capela                   | 46:00         |
| 1968         | Julio organum Julii, per Organo o armonium | Solista, Organo                        |               |
| 1968         | La curva dell'amore, per sestetto vocale (da cycle «Frammenti all'Italia») | Vocal                                  | 12:00         |
| 1968/70      | The Rara Requiem, per complesso vocale, coro, chitarra e violoncello, orchestra di strumenti a fiato, pianoforte, arpa e percussione | Religiosa, Requiem                     | 15:00         |
| 1968/72      | Lorenzaccio. Melodramma romantico danzato in 5 atti, 23 scene e 2 fuori programma in omaggio al dramma omonimo di A. De Musset (ópera) | Escénica, ópera                        | 195:00        |
| 1969         | Apology (ópera) | Escénica, ópera                        |               |
| 1969         | Ultima rara, pop song, per chitarra sola o chitarre a 3 e voce parlata | Solista, guitarra                      | 15:00         |
| 1969/70      | Frammenti, per voce, clarinetto basso, viola, pianoforte, percussion | Vocal, voces y conjunto instrumental   | 10:00         |
| 1970         | Raramente. mistero coreografico di S: Bussotti e A. M. Millos (su Ancora odono i colli, Rara (eco sierologico), la curva dell'amore, Ultima Rara (pop song), Foglio d'album, Rar'ancora) per sestetto vocale e violoncello, voce, chitarra, pianoforte | Escénica, música teatral               | 45:00         |
| 1970         | Foglio d'album, per pianoforte (e/o clavicembalo) | Solista, piano                         | 02:25         |
| 1971         | I semi di Gramsci. Poema sinfonico, per quartetto d'archi e orchestra | Orquestal, Poema sinfónico             | 20:00         |
| 1971         | Quartetto Gramsci, ripresa per quartetto d'archi da «I semi di Gramsci» | Cámara, cuarteto de cuerda             | 12:00         |
| 1972/83      | Cristallo di rocca. balletto in un Prologo e una Veglia, per cori e orchestra con 12 scene, per soli, coro e orchestra" | Escénica, ballet                       | 90:00         |
| 1972/91      | La Maest…, opera corale per 191 interpreti | Vocal, coral                           |               |
| 1972/93      | Nuovo scenario a Lorenzaccio |                                        |               |
| 1973         | Lorenzaccio Symphony I, per soprano e grande orchestra | Vocal, voces y orquesta                | 20:00         |
| 1973         | Lorenzaccio Symphony II, suite per orchestra | Orquestal, Suite sínfónica             | 25:00         |
| 1973         | Novelletta, ballet per pianoforte (e/o clavicembalo) | Escénica, ballet                       | 21:00         |
| 1973         | Aria di Mara, per soprano e orchestra (dall'opera Lorenzaccio) | Vocal, voces y orquesta                | 15:00         |
| 1973         | El Carbonero, grottesco per 5 voci miste | Vocal, Coro a capela                   | 03:00         |
| 1973         | Le musiche per amici, per pianoforte | Escénica, ballet                       |               |
| 1973/74      | Syro Sadum Settimino o il trionfo della Grand'Eugene, operina monodanza, per 12 voci miste a cappella | Escénica, ópera                        | 15:00         |
| 1973/74      | Bergkristall. Balletto in un atto e sette scene dal racconto omonimo di A. Stifter per grande orchestra | Escénica, ballet                       | 26:00         |
| 1975/76      | Brillante, per pianoforte Gran Coda. Balleto. | Escénica, ballet                       | 10:00         |
| 1975         | Oggetto Amato (Pièces de chair). Mitologie danzate per pianoforte, baritono, una voce di mezzosoprano, altre voci parlate e percussioni, per nastro magnetico                                                                                          | Escénica, ballet                       | 55:00         |
| 1975         | Ripetente, cento misure di un balletto per pianoforte con lastra grande e 7 strumenti | Escénica, ballet                       | 11:00         |
| 1975/76      | Nottetempo, opera dramma lirico | Escénica, ópera                        | 50:00         |
| 1975/80      | Phaidra/Heliogabalus, in quattro balletti e tre intermezzi | Escénica, ballet                       | 75:00         |
| 1976         | Sadun, ballet blanc da Syro Sadun Settimino per 12 voci miste a cappella | Escénica, ballet                       | 15:00         |
| 1976         | Settimino, per 12 voci miste cappella | Vocal, Coro a capela                   |               |
| 1976         | il catalogo è questo, per orchestra | Orquestal                              |               |
| 1976         | Danza di bufera, per grande orchestra | Orquestal                              | 09:00         |
| 1976/78      | Passo d'uomo. Danze maschili per ottavino, timpani e due gruppi di percussioni | Escénica, ballet                       | 08:00         |
| 1976/78      | dai, dimmi, su!. Conversazione da camera per 11 strumenti come scena di danza drammatica | Escénica, música teatral               | 20:00         |
| 1976/78      | Le Rarit…, Potente. rappresentazioni liriche in un atto | Escénica, ópera                        | 100:00        |
| 1976/81      | il catalogo è questo I [Opus Cygne], Movimenti per una "Sinphonie Coreigraphique d'apres Pierre Combescot", per orchestra con flauti obbligati | Orquestal, con instrumento concertante | 33:43         |
| 1976/81      | Pomeriggio musicale, per orchestra | Orquestal                              | 10:00         |
| 1976/82      | il catalogo è questo II [Raragramma], per violino e orchestra con flauti obbligati | Orquestal, con instrumento concertante |               |
| 1977         | Autotono. Un divertimento (omaggio dedicato ai settant'anni di Tono) (7 + 7 fogli a 4 mani) bianco e nero per una vita d'artista (come concerto di danza in scena) pittografie per un numero indefinito di strumenti e interpreti                      | Escénica, ballet                       |               |
| 1977         | Gran Duo, per violoncello e pianoforte | Instrumental, Violoncello y piano      |               |
| 1978         | Winnie dello sguardo, musiche per lo spettacolo ""Giorni felici""" | Escénica, música incidental            | 100:00        |
| 1978         | Voce bianca, per voci a cappella | Vocal, voces a capela                  |               |
| 1978         | Tramonto. Scena di danza elegiaca, per flauti, corno e clarinetto (da «Phaidra/Heliogabalus») | Instrumental, Trio                     | 20:00         |
| 1978         | Lachrimae, per ogni voce. UN BALLETTO IDEALE, per voci a cappella | Vocal, Coro a capela                   |               |
| 1978         | Rondó di scena, balletto di un Narciso per virtuoso di quattro flauti (da «Phaidra/Heliogabalus») | Solista, flauta                        |               |
| 1978         | Three Lovers ballet, for violin, cello and piano (3 Scene da un balleto) | Instrumental, trío                     | 15:00         |
| 1978/2005    | Pater Doloroso, tredici trame n° 7. Dramma in due parti e cinque atti | Escénica, ópera                        | 15:00         |
| 1979         | Le Racine', pianobar pour Phèdre. Un Prologo, tre atti e un intermezzo | Escénica, ópera                        | 75:00         |
| 1979         | La Donna, per voce, flauto (ottavino) | Vocal                                  | 15:00         |
| 1980         | Accademia. Flauto e pianoforte | Instrumental, Flauta y Piano           | 02:30         |
| 1980         | Brutto, ignudo, per clarinetto basso | Solista, clarinete                     | 08:00         |
| 1980         | Nudo disteso (una cadenza per viola), per viola (da «Phaidra/Heliogabalus») | Solista, Viola                         | 04:00         |
| 1980/81      | Le Bal Mirò antologie per orchestra. 1ª Suite | Orquestal, Suite de ballet             | 26:00         |
| 1980/81      | `antologie per orchestra. 2ª Suite | Orquestal, Suite de ballet             | 45:00         |
| 1980/88      | Phèdre. Tragedia lirica in tre atti e un intermezzo | Escénica, música teatral               | 85:00         |
| 1981         | E l'uccellino..., ninna-nanna per canto e pianoforte | Vocal, voces y piano                   |               |
| 1981         | Le stanze di Azoth, materiali scritti per l'elaborazione radiofonica | Escénica, musica radiofónica           | 139:30        |
| 1981         | Le Bal Mirò. Mirò, l'uccello luce. Balletto per orchestra | Escénica, ballet                       | 75:00         |
| 1981         | Transcripción de «E l'uccellino», Ninna-nanna di Giacomo Puccini, per canto e pianoforte, parole di R. Fucini, per voce e pianoforte e aggiunti da Sylvano Bussotti Fl. Cl. Vla.                                                                       | Instrumental                           | 03:00         |
| 1981         | Giulia Round Giulia , musiche per la 2a scrittura scenica de ""La Signorina Giulia""" | Escénica, música incidental            | 120:00        |
| 1981         | Le Bal Mirò. Balletto pantomima da uno scenario di Jacques Dupin (hay dos suites de ballet) | Escénica, ballet                       | 75:00         |
| 1982         | Citazione con Quartina per Maurice, per voce di baritono con accompagnamento di pianoforte | Vocal, voces y piano                   | 02:00         |
| 1982         | La Vergine Ispirata, per clavicembalo oppure altre tastiere | Solista, piano                         |               |
| 1983         | Naked Angel Face, una lezione per due contrabbasso | Solista                                | 02:00         |
| 1983         | Due Concertanti, per duetto di strumenti vari [): I (Ottavino e contrabbasso); II Naked Angel Face (una lezione per contrabbasso) con il pupillo (ad libitum) che suoni uno strumento a 5 corde]                                                       | Instrumental, conjunto                 | 11:00         |
| 1983         | Rosso, per orchestra | Orquestal                              | 06:10         |
| 1983         | Versione dal francese, per pianoforte (da «Due Ballabili») | Solista, piano                         |               |
| 1983/85      | il catalogo è questo III [Trittico], per orchestra con flauto, violino e viola obbligati, timpani concertanti | Orquestal, con instrumento concertante | 40:00         |
| 1983/95      | Intermezzo, per viola e orchestra | Orquestal, con instrumento concertante | 09:00         |
| 1984         | In Memoriam (Cathy Berberian), per attore, flauto, viola e pianoforte | Escénica, música teatral               | 07:00         |
| 1984         | La Fiorentinata (da «il catalogo è questo III [Trittico]»), per orchestra | Orquestal                              | 20:00         |
| 1984         | Belfagor, musica di scena per lo spettacolo da: Niccolò Machiavelli | Escénica, música incidental            |               |
| 1984         | (Nascoto) Nove parti per Pierre Boulez, per ensemble | Instrumental, Conjunto                 | 04:00         |
| 1984/86      | L'Ispirazione. melodramma in tre atti da una traccia di Ernst Bloch (musica, testo e segno di Sylvano Bussotti) per orchestra e coro | Escénica, música teatral               | 105:30        |
| 1985         | Regina, per quintetto Mozart a percussione | Instrumental, Percusión                | 07:00         |
| 1985         | Timpani, per orchestra | Orquestal                              | 07:00         |
| 1986         | L'uccellatore, il Paggio, per batteria | Solista, percusión                     |               |
| 1986         | L'Allodola, il Topino, per fagotto | Solista, fagot                         |               |
| 1986         | Nibbio e Strillozzo, per contrabbasso | Solista                                |               |
| 1986         | Zigolo, Airone, Berta e Beccafico, per clarinetto (da «Voliera¯) | Solista, clarinete                     |               |
| 1986         | Qu'un corps défiguré, cinque parti per viola, oboe, fagotto, trombone e percussione | Instrumental, Conjunto                 |               |
| 1986         | H3, primo poema per orchestra | Orquestal                              | 31:40         |
| 1986         | Culbianco e Capinera, per viola | Solista, Viola                         |               |
| 1986         | Cardellino, Cinciallegra, Ciuffolotto e Cormorano, per flauti | Solista, Flauta                        |               |
| 1986         | Averla e Grifone, per trombone | Solista                                |               |
| 1986         | Ballerina Gialla e Pettirosso, per sassofono | Solista, saxofón                       |               |
| 1986         | Passero e Usignolo, Tortorelle, per oboe | Solista, oboe                          |               |
| 1986/89      | Concerto a l'Aquila, per pianoforte e 9 strumenti | Concierto de piano y orquesta          |               |
| 1987         | Olof Palme, per pianoforte | Solista, piano                         |               |
| 1987         | Solfeggio in Re della Regina, paginetta Mozart per un a solo di piccola tromba | Solista                                | 03:00         |
| 1987         | Pianino, per pianoforte e voce di ragazzo | Vocal, voces y piano                   | 05:00         |
| 1987         | Labirinto, per arpa | Solista, arpa                          |               |
| 1987         | Deborah Parker, aria per violoncello | Solista, violonchelo                   | 09:00         |
| 1987         | Poemetto, per orchestra | Orquestal                              | 12:00         |
| 1987/88      | il catalogo è questo IV [I Poemi], per soli, cori, attori e orchestra | Orquestal                              | 09:00         |
| 1987/92      | Nuovi Labirinti, per arpa | Solista, arpa                          |               |
| 1988         | Andante favorito (portrait), pour violons, alto, violoncelle | Cámara, cuarteto de cuerda             | 21:00         |
| 1988         | A Fiesole un poema giovanile, per orchestra | Orquestal                              | 06:15         |
| 1988         | Gemelli. Pas des deux per tastiere e strumenti a percussione | Instrumental, percusión                | 10:00         |
| 1989         | Fedra nø 4, per orchestra | Orquestal                              | 04:40         |
| 1989         | Fedra nº 5, intermezzo dell'opera Phèdre | Orquestal                              | 05:00         |
| 1989         | Aquila Imperiale, per pianoforte | Solista, piano                         |               |
| 1989/90      | Bozzetto siciliano. Opera in un atto dalle Storielle siciliane di Emanuele Navarro della Miraglia (n. 9 delle tredici trame per orchestra con voce bianca accompagnata da chitarra interna)                                                            | Escénica, ópera                        | 26:00         |
| 1989/93      | Tieste, la Tragedia, per attore, baritono, basso, due piccoli cori, parlato e cantato, dieci strumenti | Escénica, música teatral               |               |
| 1990         | Catania per pianoforte | Solista, piano                         | 05:00         |
| 1990         | Ganymede, per violino e voce bianca | Vocal, voces y conjunto instrumental   |               |
| 1990/91      | Tragico, prologo per soli, coro femminile, 37 strumenti | Vocal, coro y orquesta                 | 07:00         |
| 1991         | Voliera. Improvviso e scritture per pianoforte e 10 strumentisti con voci bianche ad libitum | Vocal, voces y conjunto instrumental   |               |
| 1991         | Autotondo Tondodono. disegno sonoro indeterminato | Solista, piano                         |               |
| 1991         | La sonata, per violino solo | Solista, violín                        |               |
| 1991         | Transcripción de «Morte di Seneca», per basso e pianoforte, da L'incoronazione di Poppea di Claudio Monteverdi | Instrumental                           | 04:00         |
| 1991/92      | Nuit du Faune, tredici trame n. 4, per danzatore, attore, pianoforte, flauto contrabbasso, violino, con voce di basso e orchestra sinfonica | Escénica, música teatral               | 35:00         |
| 1991/92      | Calendario Giapponese, per 12 strumenti | Escénica, música teatral               |               |
| 1992         | Fedra'ncora, per voce di basso, attore, pianoforte e 5 danzatori | Escénica, música teatral               |               |
| 1992         | Bachiana di Bachiane, per violino solo | Solista, violín                        |               |
| 1992         | Segreto |                                        |               |
| 1992/93      | Tre carte, da gioco di ragazzi col violino, la viola e il pianoforte | Instrumental, Trio                     |               |
| 1993         | ARMONICO SEGRETO, scherzo per violino solo | Solista, violín                        |               |
| 1993         | Delicato |                                        |               |
| 1993         | Enigma Valentino, per pianoforte | Solista, piano                         |               |
| 1993         | Ping-pong gemello, per violino e viola (da «tre carte») | Instrumental, dúo                      |               |
| 1993         | Sypario, Balletto in quindici scene con musici e danzatori ad libitum | Escénica, ballet                       |               |
| 1993/94      | Furioso di Amneris, Ulrica, Eboli e delle streghe. Parafrasi verdiana per mezzosoprano, pianoforte obligato e piccola orchestra | Escénica, música teatral               |               |
| 1993/94      | TUTTI pittografico aggravato, in replica, per voce recitante, basso, flauto, violino e pianoforte (da «Questo Fauno») | Cámara                                 |               |
| 1993/94      | Lingue ignote | Escénica, música teatral               |               |
| 1994         | Puccini a caccia |                                        |               |
| 1994         | Il Preludio, per pianoforte solo | Solista, piano                         |               |
| 1994         | Dedica |                                        |               |
| 1994         | Due quartine |                                        |               |
| 1994         | Madrelingua. Rappresentazione sinfonica per coro maschile, arpa obligata e orchestra | Escénica, música teatral               |               |
| 1994/97      | Quasi la fantasia - Primo libro, per canto e pianoforte | Vocal, voces y piano                   |               |
| 1995         | Bartók-Busoni, capriccio di 34 microcosmos para piano | Solista, piano                         |               |
| 1995         | Quarto Quartetto, quartettino di miniature per due violini, viola e violoncello | Cámara, cuarteto de cuerda             |               |
| 1995         | Quatre danses d'Alain, per flauto e pianoforte con oggetti a percussione | Instrumental, Conjunto                 |               |
| 1995         | Sonatina Gioacchina, para piano | Solista, piano                         |               |
| 1995         | Souvenirs d'Italie (en quarantequattre). Tema per ottavino, clarinetto e pianoforte | Instrumental, Trio                     |               |
| 1995         | Tenore di forza, tenore d'affetti. Poemi per tenore con accompagnamento di pianoforte | Vocal, voces y piano                   |               |
| 1995         | Studio per Bartók-Busoni, per pianoforte | Solista, piano                         |               |
| 1996         | Petit bis, para piano | Solista, piano                         |               |
| 1996         | XII Poemi, per voce recitante (da «Questo Fauno») | Vocal                                  |               |
| 1997         | Quasi la fantasia - Secondo libro | Vocal, voces y piano                   |               |
| 1997         | Souvenirs d'Italie, … l'orchestre | Orquestal                              |               |
| 1997         | Testo a fronte, per flauto e lettore soli | Vocal                                  |               |
| 1997/98      | Modello, per violino e orchestra | Orquestal, con instrumento concertante |               |
| 1998         | Sylvain (dediche), per violino, flauto, pianoforte, voce recitante e basso (da «Questo Fauno») | Vocal                                  |               |
| 1998         | PAN ""Sprechmelodie"", per voce di basso (da «Questo Fauno») | Vocal                                  |               |
| 1998         | Questo Fauno. Ritrovamento de l'""Educazione di Pan"" del Luca Signorelli. TEATRO DELL'ASCOLTO, per voce parlante, voce di basso, flauti, violino e pianoforte"                                                                                        | Escénica, música teatral               |               |
| 1998         | il Gesto, per voce recitante | Vocal                                  |               |
| 1998         | Divinit, per pianoforte con voce parlata e voce di basso | Vocal                                  |               |
| 1998         | 1779 scrigno parlato meditazione a Seneca, per voce recitante (da «QUESTO FAUNO») | Vocal                                  |               |
| 1998         | scrigno pianoforte, per pianoforte (da «Questo Fauno») | Solista, piano                         |               |
| 1998         | scrigno TUTTI delle notti Sylvane, per voce recitante, basso, flauto, violino e pianoforte (da «Questo Fauno») | Vocal                                  |               |
| 1998         | scrigno violino, per violino (da «Questo Fauno») | Solista, Violín                        |               |
| 1998         | (INSTRUMENT DU DIABLE): concerti di Vivaldi, per flauto (da «Questo Fauno») | Concierto                              |               |
| 1998         | scrigno William Blake, per voce di basso (da «Questo Fauno») | Vocal                                  |               |
| 1998         | Serpe (non finito), per voce recitante, basso, flauto, violino e pianoforte | Vocal, voces y conjunto instrumental   |               |
| 1998         | Questo Fauno. Parte prima (orizontale), per voce parlante, voce di basso, flauti, violino e pianoforte | Vocal                                  |               |
| 1998         | Questo Fauno. Parte seconda (verticale), per voce parlante, voce di basso, flauti, violino e pianoforte | Vocal                                  |               |
| 1998         | scrigno flauto, per flauto (da «Questo Fauno») | Solista, Flauta                        |               |
| 1998         | Da DebussyVerlaine, per voce virile, flauto basso, violino e pianoforte (da «Questo Fauno») | Vocal                                  |               |
| 1998         | LES INSTRUMENTS DU DIABLE (da «Questo Fauno»), per violino e pianoforte | Instrumental, violín y piano           |               |
| 1998         | Alcuni pittograficosottile, in ripresa dilatata e futile, per alcuni (da «Questo Fauno») | Instrumental, Conjunto                 |               |
| 1998/99      | L'infinito. Opera onírica | Escénica, ópera                        |               |
| 1999         | Impromptus Cloarec, claviers poétiques per pianoforte | Solista, piano                         |               |
| 1999         | Ermafrodito. Gran fantasia mitologica per chitarra, balleto | Escénica, ballet                       |               |
| 1999         | Centoundici tocchi a Stefano, per pianoforte | Solista, piano                         |               |
| 1999/2000    | Poèsies … Maldoror, per 8 violoncelli | Solista, violonchelo                   |               |
| 2000         | Le couple d'Amsterdam, per due pianoforti | Solista, 2 pianos                      |               |
| 2000         | Movimento Re Sol Do, per quartetto d'archi (Versione per piccola orchestra d'archi) | Cámara, cuarteto de cuerda             |               |
| 2000/01      | Circo minore. Teatro privato, per attore, tenore, violino, 2 chitarre e batteria con 30 marionette | Escénica, música teatral               |               |
| 2001         | L'Infinito preceduto da Questo Fauno. Opera | Escénica, ópera                        |               |
| 2001         | Concerti grossi all'Ara degli ulivi n. 1, per pianoforte, una voce maschile scura e orchestra | Concierto                              | 15:00         |
| 2001         | Concerti grossi all'Ara degli ulivi n. 2, per pianoforte, orchestra, una voce maschile scura e un attore | Concierto                              | 07:00         |
| 2001         | Concerti grossi all'Ara degli ulivi n. 3, per una voce maschile scura e archi | Concierto                              | 09:00         |
| 2002         | Concerti grossi all'Ara degli ulivi n. 4, per nove strumenti | Concierto                              | 19:00         |
| 2002         | Concerti grossi all'Ara degli ulivi n. 5, “notti Sylvane” | Concierto                              | 25:00         |
| 2002         | Notti Sylvane. Concerti grossi all'Ara degli ulivi n. 5, per arpa e diciannove archi | Concierto                              |               |
| 2002         | lo studiolo di Luca Signorelli , per Org. Pf. | Solista                                | 05:00         |
| 2002/04      | Sylvano Sylvano . Rappresentazione della vita (work in progress). | Escénica, ópera                        | 60:00         |
| 2003         | Corona', per piccolo coro, Fl, Ott, due Vl, Vc, Chit, Pf a quattro mani. | Instrumental                           |               |
| 2003         | Preludio Pianolibero Futuro', per Org. Pf. . | Solista, piano                         |               |
| 2004         | Git-Le-Coeur', per org. a solo di percussione | Instrumental                           |               |
| 2005         | Cantantibus organus', per org. coro misto a cappella | Vocal                                  |               |
| 2004         | Tre Mottetti [1. Ave Maria - 2. Vien - 3.Signore non son degno], per coro e strumenti | Vocal                                  |               |
| 2004         | Kabaka Mwanga, Org. attore, tenore, coro maschile. | Escénica, ópera                        |               |
| 2005-06      | Izumi Shikibu, tredici trame n° 12. “Diario di tre stagioni”, come Opera in un atto | Escénica, ópera                        |               |
| 2005         | Orchestre Mozartiane I, "Nel Nome", per orchestra. | Orquestal                              | 07:00         |
| 2005         | Orchestre Mozartiane II, "Rebus Bene Gestis"", per orchestra con piccola tromba in Re concertante. | Orquestal                              | 09:00         |
| 2005         | Stefano è Rocco. Calligrafia di un Concerto. | Orquestal                              | 20:00         |
| 2006         | Da Santo Stefano a San Rocco. dediche da un opera lirica, orchestra e voci | Orquestal                              |               |
| 2006         | Krankheit Ist Wohl der Letze Grund, per Org. Ottavino e Flauto | Instrumental, trío                     |               |
| 2006         | Linea d'orizzonte con tastiera poetica, per Pf. 2 Vl. Vc. 2 tenori, piccolo coro maschile e piccola orchestra | Orquestal                              |               |
| 2007         | Di Rocco sessanta feste alla viola, per viola sola | Solista, viola                         |               |
| 2007         | 'Variazione Russsolo, "Slancio d'AngoliI" per Org. Pianoforte e intonarumori | Solista, piano                         |               |
| 2007         | Postludio al meriggio del gibbo, per viola e violino soli | Solistas, violín y viola               |               |
| 2007         | Ce P'ti Rien , per org., flauto e clarinetto | Instrumental, trío                     |               |
| 2007         | RARA (film), Nuovo montaggio d'inedite sequenze musicali per accompagnare dal vivo le immagini | Instrumental                           |               |
| 2008         | 12 Folie, per violino e pianoforte | Instrumental, dúo                      |               |
| 2008         | Ischerwood Ischerwood, per voce di basso e pianoforte | Vocal, con piano                       |               |
| 2008         | 3 Arcangeli (Arcangelo Gabriele, Arcangelo Michele, Arcangelo Raffaele) Org. attore e pianoforte | Instrumental                           |               |
| 2008-09      | Lev, letture drammatiche da: Tschaikowsky, Puccini, Santi, e da Leone Tolstoi | Escénica                               |               |